# Mark Charles Lee
Mark Charles Lee (Viroqua, Wisconsin, 1952. augusztus 14.–) amerikai űrhajós, ezredes.

## Életpálya
1974-ben a Massachusetts Institute of Technology (MIT) keretében szerzett gépészmérnöki oklevelet szerzett. Pilóta kiképzését követően szolgálati repülőgépén, az  F–4 Phantom II-őn Texasban, majd Japánban szolgált. 1979-ben a MIT keretében megvédte diplomáját. 1980-tól a Airborne Warning and Control System – AWACS támogató szervezetének vezetője. 1982-től visszament a légierőhöz, egy F–16-os egység parancsnok-helyettese, majd 4. Tactical Fighter Squadron Hill Air Force Base egység parancsnoka.
1984. május 23-tól a Lyndon B. Johnson Űrközpontban részesült űrhajóskiképzésben. Kiképzett űrhajósként az Űrhajózási Iroda munkatársaként további képzéseket kapott az űrséta végrehajtásából, a Spacelab laboratóriumi szolgálatra, az űrállomáson történő szaktevékenységre. Négy űrszolgálata alatt összesen 32 napot, 21 órát és 46 percet  (790 óra) töltött a világűrben. 2001. július 1-jén köszönt el az űrhajósoktól. Elvégzett három űrsétát (kutatás, szerelés), összesen 19 óra 10 percet töltött a világűrben. Utazott 13 millió kilométert. Az Orbital Technologies Corp., Madison (Wisconsin) munkatársa.

## Űrrepülések
- STS–30, az Atlantis űrrepülőgép 4. repülésének küldetés specialistája. A legénység üzemképes állapotban pályairányba állította a Magellan űrszondát. Egy űrszolgálata alatt összesen 4 napot, 0 órát, 56 percet és 28 másodpercet töltött a világűrben. 2 706 912 kilométert (1 477 500 mérföldet) repült, 65 alkalommal kerülte meg a Földet.
- STS–47, az Endeavour űrrepülőgép második repülésének küldetés specialistája, a hasznos teher parancsnoka. A Spacelab mikrogravitációs laboratóriumban kereskedelmi megrendelésekre végeztek kutatási, kísérleti szolgáltatásokat (élettudományi, anyagok feldolgozását). Az első űrrepülés, amikor egy házaspár (Felesége Nancy Jan Davis, akivel a repülés előtt házasodott össze. A NASA azóta tiltja, hogy házaspárok egyszerre [kiemelt kockázatú esemény] teljesítsenek űrszolgálatot.) egyszerre teljesített szolgálatot a világűrben. Egy űrszolgálata alatt összesen 7 napot, 22 órát és 30 percet (190 óra) töltött a világűrben. 5 265 523 kilométert (3 271 844 mérföldet) repült, 126 kerülte meg a Földet.
- STS–64, a Discovery űrrepülőgép 19. repülésének küldetés specialistája. Első alkalommal került alkalmazásra,  a Lidar In-space Technology Experiment (LITE) – optikai radar berendezés. 53 órás tesztideje alatt készített felvételei példátlan képeket adtak vissza a felhők struktúrájáról, a vihar rendszerekről, porfelhőkről, szennyező anyagok jelenlététről, az égő erdőkről. Egy űrszolgálata alatt összesen 10 napot, 22 órát és 49 percet (262 óra) töltött a világűrben. 7 242 048 kilométert (4 500 000 mérföldet) repült, 176 kerülte meg a Földet.
- STS–82, a Discovery űrrepülőgép 22. repülésének küldetés specialistája. A legénység több űrséta (kutatás, szerelés) alatt a Hubble űrtávcső nagyjavítását végezte. Egy űrszolgálata alatt összesen 9 napot, 23 órát és 31 percet (240 óra) töltött a világűrben. 10 500 000 kilométert (6 500 000 mérföldet) repült, 149 kerülte meg a Földet.